# Oleg Woskobojnikow
Oleg Igoriewicz Woskobojnikow, ros. Олег Игоревич Воскобойников (ur. 4 lipca 1971 w Dżambule, Kazachska SRR) – kazachski piłkarz pochodzenia rosyjskiego, grający na pozycji bramkarza, trener piłkarski.

## Kariera piłkarska

### Kariera klubowa
Wychowanek Szkoły Sportowej w Szymkencie. W 1989 rozpoczął karierę piłkarską w miejscowym Chimiku Dżambuł. W 1990 przeszedł do Montażnika Turkiestan, a w 1991 do Olimpii Ałmaty. Po uzyskaniu niepodległości Kazachstanu występował w klubach SKIF Ordabasy Szymkent, FK Taraz, Kajsar-Hurricane Kyzyłorda, Sintez Szymkent, Żenis Astana, FK Atyrau, Aktöbe-Lento Aktöbe. W 2004 roku powrócił do Ordabasy Szymkent, ale rozegrał tylko 9 spotkań i opuścił klub. W 2005 nie występował. W 2006 ponownie zasilił skład FK Taraz, a na początku 2007 powrócił do Ordabasy Szymkent, jednak przez 2 sezony nie wychodził na boisko w podstawowym składzie.

### Kariera reprezentacyjna
W latach 1994–2000 bronił barw narodowej reprezentacji Kazachstanu.

## Kariera trenerska
Po zakończeniu kariery piłkarza rozpoczął pracę szkoleniowca. W latach 2009–2013 pomagał trenować bramkarzy Ordabasy Szymkent. W 2014 dołączył do sztabu szkoleniowego Kajratu Ałmaty, w którym również pomagał trenować bramkarzy.

## Sukcesy i odznaczenia

### Sukcesy piłkarskie
FK Taraz
- mistrz Kazachstanu: 1996

Kajsar-Hurricane Kyzyłorda
- zdobywca Pucharu Kazachstanu: 1998/99

### Sukcesy indywidualne
- Piłkarz roku w Kazachstanie: 1996, 1997, 1998